# Серре-Калабрези
Серре-Калабрези (итал. Serre Calabresi, в Калабрии просто Serra) — горный массив в Калабрии.
Серре-Калабрези — горная цепь невысоких гор и холмов (до 1423 м, Монте-Пекораро), практически полностью покрытых лесом. Массив расположен между массивом Аспромонте и перешейком Катандзаро у югу от плато Сила. Геологически Серре-Калабрези являются частью так называемых Калабрийских Апеннин (ит.) и в основном образованы гранитом, порфиром и диоритом. В восточной части также включает песчаник, в то время как гора Маммикомито имеет известняково-доломитовую структуру, также характеризующуюся карстовым рельефом. Массив также известен водопадом Мармарико (ит.) высотой 114 м.
Среди деревьев в лесах Серре преобладает пихта белая, ниже — дуб и бук, реже каштан. Из животных встречаются апеннинский волк, дикий кабан, лесной хорёк и другие. Для охраны видов в 2004 году создан природный парк Серре (ит.).
Климат Серры зависит от высоты над уровнем моря. У подножия гор климат средиземноморский, более мягкий и влажный у Тирренского побережья, тогда как в районе Ионического моря выпадает меньше осадков и летом наблюдаются более высокие температуры. На высоте 800—1000 м климат относится к переходному апеннинскому горному типу с дождливыми зимами и более влажным летом. Здесь несколько раз в год отмечаются снегопады. Выше 1000 м климат типичный горный с достаточно устойчивым снежным покровом и прохладным летом.

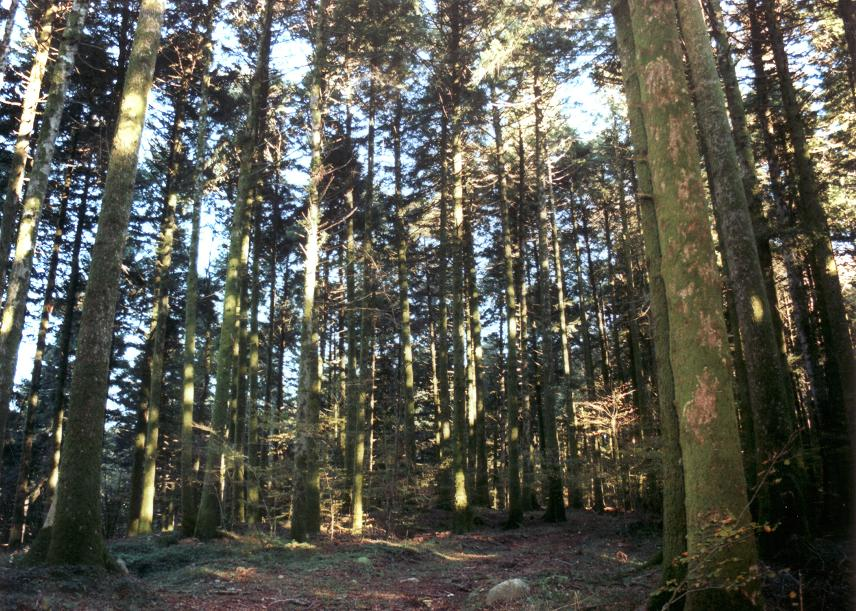
Горы Серре-Калабрезе покрыты лесами
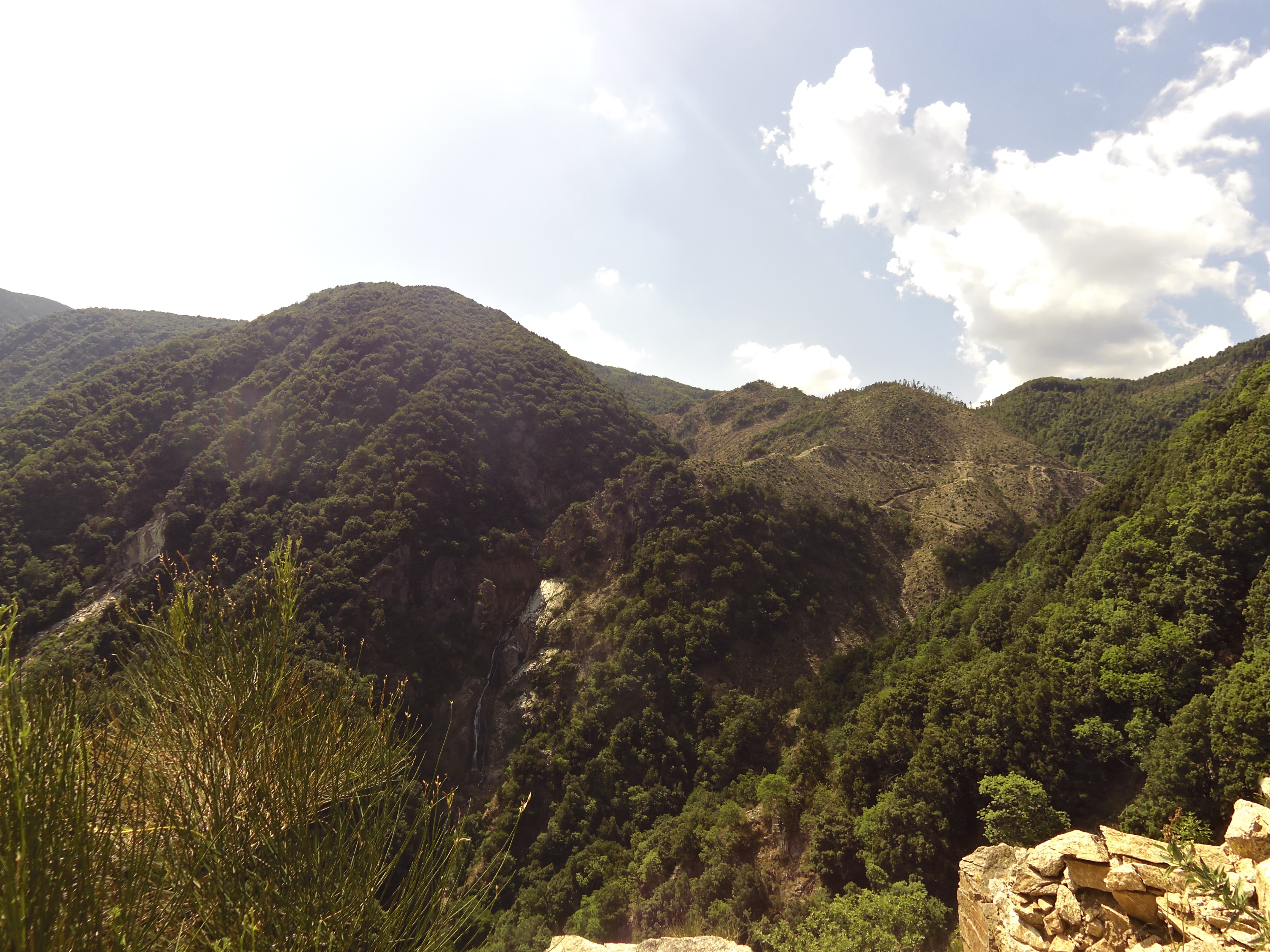
В августе 2016 года
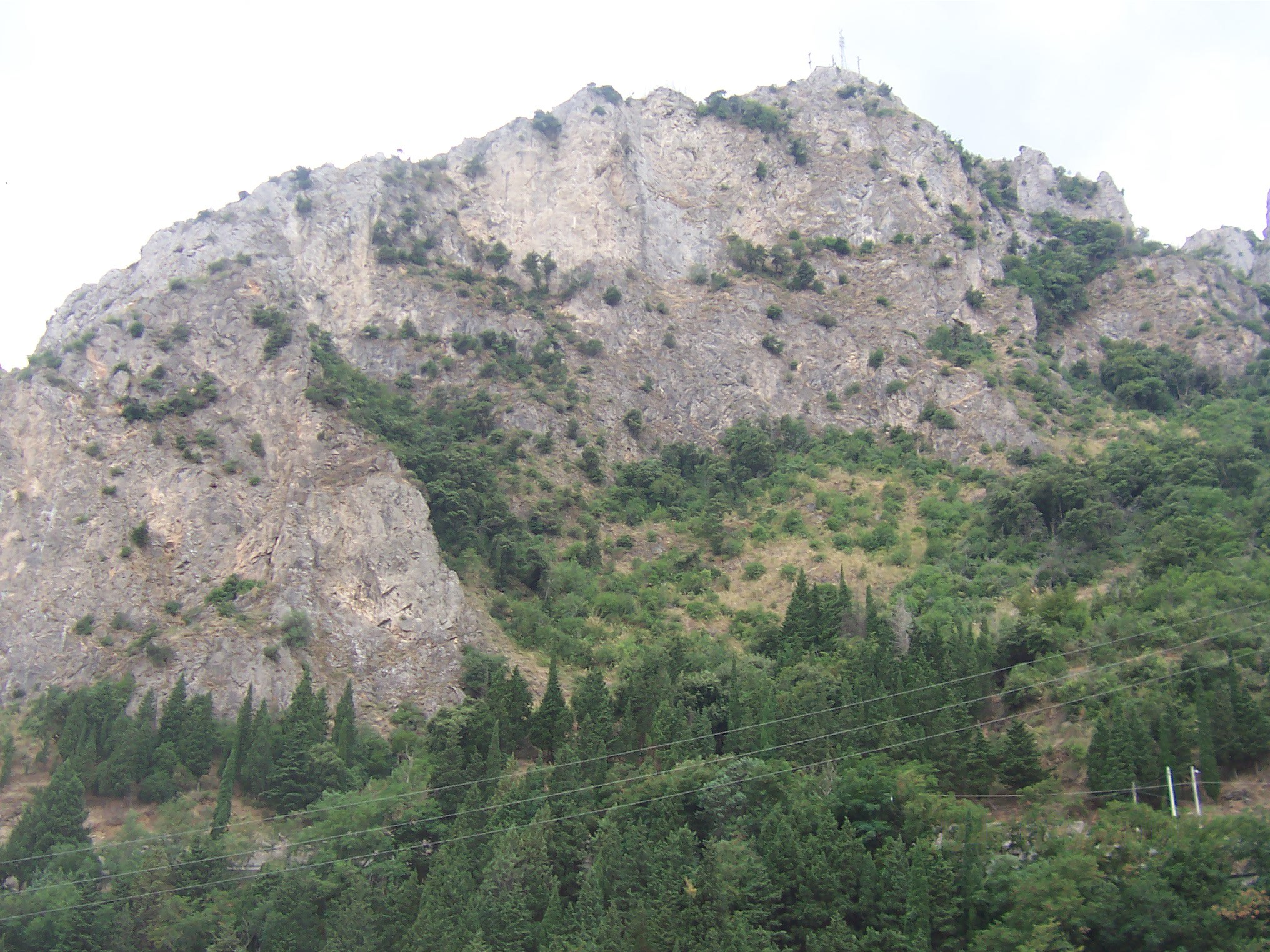
Вершина Монте-Стелла
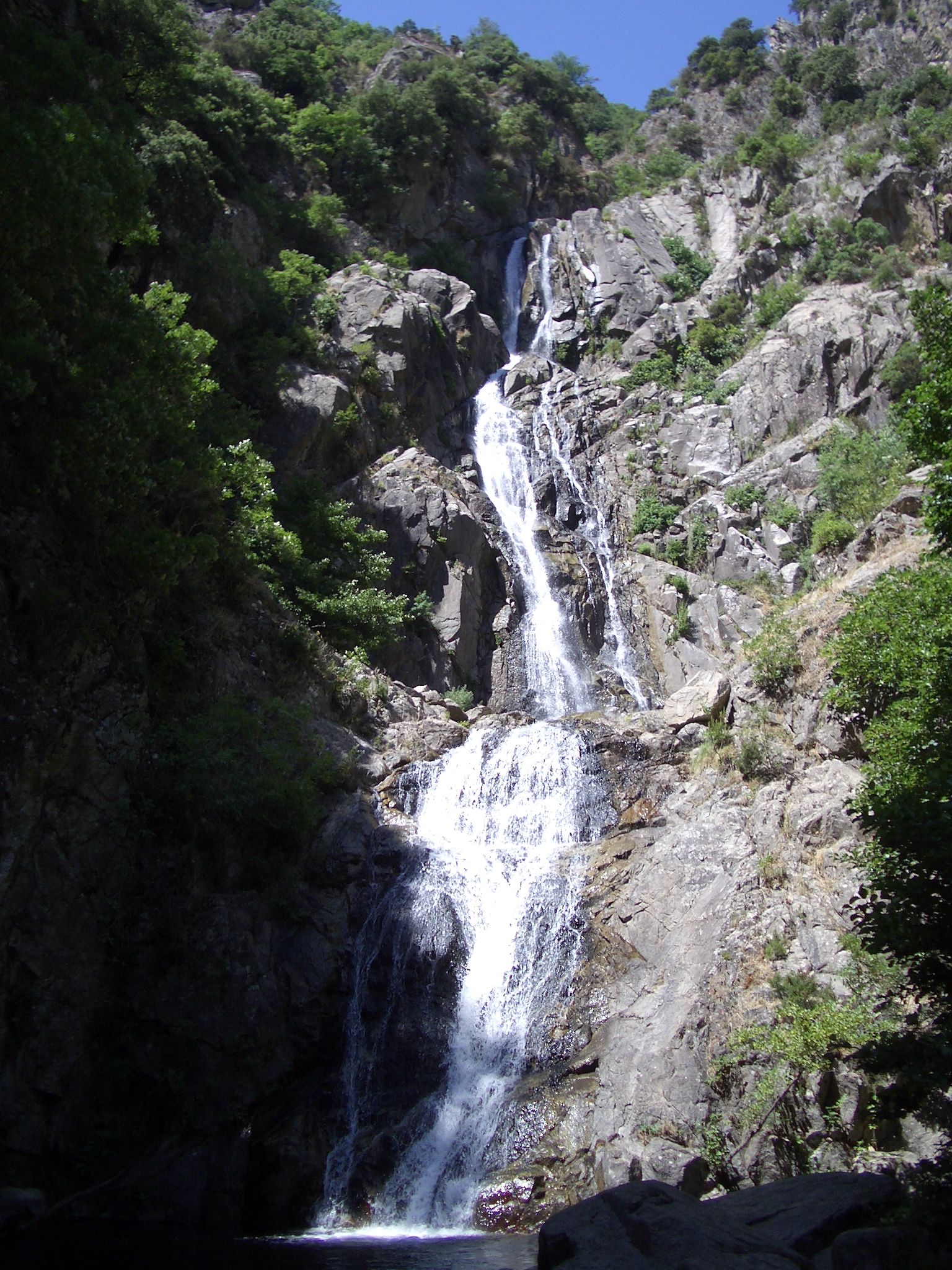
Водопад Мармарико (ит.)